# 原子貝蒂
《原子贝蒂》（Atomic Betty），是加拿大的電視動畫。是由加拿大的動畫製作公司Atomic Cartoons所製作，並在加拿大的Teletoon播放。第1季是從2004年到2005日，全部共13集。第2季是從2005年10月7日到2006年6月23日，全部共3集。而第3季從2007年9月28日~2008年1月29日也是全13話播放完畢。中国由CCTV-1播放。台灣由中華電視公司播放。香港版無線電視明珠台以廣東話播出。

## 登場人物
贝蒂·巴雷特 ／ 原子贝蒂 (Betty Barrett／Atomic Betty)
配音／英：Tajja Isen
10歲（第二季為11歲。第三季為12歲。）的小女孩。哈薩克族和英国人的一半。出生日期：1996年10月4日。

## 資料來源與外部連結
- 互联网电影数据库（IMDb）上《Atomic Betty》的资料（英文）